# Marmozeta
Marmozeta (Leontopithecus) – rodzaj ssaków naczelnych z rodziny pazurkowcowatych (Callithrichidae).

## Rozmieszczenie geograficzne
Rodzaj obejmuje gatunki występujące endemicznie na południowo–wschodnich obszarach Brazylii.

## Morfologia
Długość ciała 22–34 cm, ogona 32–41 cm; masa ciała samic 480–795 g, samców 540–710 g.

## Systematyka
Rodzaj zdefiniował w 1840 roku francuski chirurg i zoolog René Lesson w książce swojego autorstwa o gatunkach ssaków dwuręcznych i czworonożnych. Lesson wymienił trzy gatunki – Leontopithecus marikina Lesson, 1840, Leontopithecus ater Lesson, 1840 (= Jacchus chrysopygus Mikan, 1823)  i Leontopithecus fuscus Lesson, 1840 – z których gatunkiem typowym jest (późniejsze oznaczenie) Leontopithecus marikina Lesson, 1840 (= Simia Rosalia Linnaeus, 1766) (marmozeta lwia).

### Etymologia
- Leontopithecus: gr. λεων leō, λεοντος leontos ‘lew’; πιθηκος pithēkos ‘małpa’[11].
- Marikina: rodzima nazwa używana nad rzeką Maranon lub w górnym biegu rzeki Amazonka zaadaptowana przez de Buffona[12]. Gatunek typowy (absolutna tautonimia): Leontopithecus marikina Lesson, 1840 (= Simia rosalia Linnaeus, 1766).
- Leontocebus: gr. λεων leōn, λεοντος leontos ‘lew’; rodzaj Cebus Erxleben, 1777 (kapucynka)[3]. Gatunek typowy: Simia rosalia Linnaeus, 1766.
- Leontideus: gr. λεωnτιδευς leōntideus ‘lwiątko’, od zdrobnienia λεων leōn, λεοντος leontos ‘lew’[4].

### Podział systematyczny
Do rodzaju należą następujące gatunki:
| Grafika | Gatunek                    | Autor i rok opisu      | Nazwa zwyczajowa     | Podgatunki         | Rozmieszczenie geograficzne | Podstawowe wymiary                            | Status IUCN |
| ------- | -------------------------- | ---------------------- | -------------------- | ------------------ | --- | --------------------------------------------- | ----------- |
|         | Leontopithecus rosalia     | (Linnaeus, 1766)       | marmozeta lwia       | gatunek monotypowy | Rio de Janeiro (dzisiaj w dużej mierze ograniczone do Silva Jardim i Cabo Frio); zakres wysokości: poniżej 300 m n.p.m.                 | DC: 26–33 cm DO: 32–40 cm MC: 710–795 g       | EN          |
|         | Leontopithecus chrysopygus | (Mikan, 1823)          | marmozeta czarna     | gatunek monotypowy | São Paulo (na wschód od rzeki Parana, na północ od rzeki Paranapanema, na południe od rzeki Tieté, na wschód do Serra de Paranapiacaba) | DC: 25–30 cm DO: 36–41 cm MC: 540–690 g       | EN          |
|         | Leontopithecus chrysomelas | (Kuhl, 1820)           | marmozeta złotogłowa | gatunek monotypowy | Bahia (rzeka de Contas na południe do rzeki Jequitinhonha, na granicy z Minas Gerais); introdukowany do Rio de Janeiro                  | DC: 22–26 cm DO: 33–39 cm MC: 480–700 g       | EN          |
|         | Leontopithecus caissara    | Lorini & Persson, 1990 | marmozeta czarnolica | gatunek monotypowy | Parana, São Paulo (wyspa Superagüi oraz w dolinach rzeki Sebuí i rzeki dos Patos); zakres wysokości: poniżej 40 m n.p.m.                | DC: około 34 cm DO: około 40 cm MC: 540–710 g | EN          |

Kategorie IUCN:  EN  – gatunek zagrożony.